# Saioa Hernández
Saioa Hernández (Madrid, 26 de març de 1979) és una soprano espanyola.
Va estudiar amb la mezzosoprano Lola Bosom i el tenor Santiago Calderón. Posteriorment va rebre classes de Vincenzo Scalera, Renata Scotto i Montserrat Caballé. Ha guanyat el primer premi en els Concursos Internacionals de Cant Manuel Ausensi (2009) i Jaume Aragall (2010), així com el segon premi en els Concursos Vincenzo Bellini (2010) i Manuel Ausensi (2008).
Ha cantat els rols protagonistes de Les noces de Fígaro, Giulio Cesare in Egitto, La traviata, Così fan tutte, El barber de Sevilla, Die Fledermaus, Lucia di Lammermoor, La bohème, Carmen, Suor Angelica, Madama Butterfly, Zaira.
A la temporada 2013-2014, Saioa Hernández va cantar en el Teatro Nacional de São Carlos de Lisboa com a Soleá a El gato montés, i al Victorian Opera de Melbourne el personatge principal de Norma.
Per Amics de l'Òpera de Sabadell ha interpretat els rols d'Imogene d'Il pirata (que cantà després a Rio de Janeiro), Gilda de Rigoletto, Olympia de Les Contes d'Hoffmann, Floria de Tosca, i Lucia de Lucia di Lammermoor, tot ells amb èxit.

## Premis
- 2008. 2n premi en els Concurs Manuel Ausensi.
- 2009. 1r premi en el Concurs Internacional de Cant Manuel Ausensi.
- 2010. 1r Premi de X Concurs Internacional de Cant Jaume Aragall.[7]
- 2010. 2n premi en els Concurs Vincenzo Bellini.